# Liste der Monuments historiques in Aulnay-sur-Marne
Die Liste der Monuments historiques in Aulnay-sur-Marne führt die Monuments historiques in der französischen Gemeinde Aulnay-sur-Marne auf.

## Liste der Objekte
| Bezeichnung                              | Beschreibung                                                                                      | Standort                          | Kennzeichnung | Schutzstatus | Datum | Bild |
| ---------------------------------------- | ------------------------------------------------------------------------------------------------- | --------------------------------- | ------------- | ------------ | ----- | ---- |
| Bauinschrift                             | mit antilutherischem Relief; Stein, bezeichnet 1538                                               | in der Kirche Ste-Apolline (Lage) | PM51000041    | Classé       | 1970  |      |
| Konsoltisch                              | Holz, Marmor, 18. Jahrhundert                                                                     | in der Kirche Ste-Apolline (Lage) | PM51000039    | Classé       | 1977  |      |
| Gemälde Heilige Apollonia von Alexandria | Ölfarbe auf Leinwand, 18. Jahrhundert                                                             | in der Kirche Ste-Apolline (Lage) | PM51002479    | Inscrit      | 1977  |      |
| Hauptaltar                               | Altartisch, Retabel und zwei Engelsskulpturen; Holz, vergoldet, Marmor, Ende des 18. Jahrhunderts | in der Kirche Ste-Apolline (Lage) | PM51000038    | Classé       | 1977  |      |
| Skulptur Heiliger Nikolaus               | Stein, 15. Jahrhundert                                                                            | in der Kirche Ste-Apolline (Lage) | PM51000040    | Classé       | 1979  |      |